# لئوپلد آندریان
لئوپلد آندریان (آلمانی: Leopold Andrian; ۹ مهٔ ۱۸۷۵ – ۱۹ نوامبر ۱۹۵۱) شاعر، دیپلمات، و نویسنده اهل اتریش بود.
وی نوه جاکومو مایربر و دوست آرتور شنیتسلر، اشتفان گئورگه و هوگو فون هوفمانستال بود. بعد از مطالعه حقوق، وی شغل دیپلمات در وزارت امور خارجه اتریش-مجارستان بود و متخصص در مورد روسیه و لهستان گردید که باعث شد وی یکی از مشاوران نزدیک لئوپولد برشتولد گردید و در فرمان برشتولد که هدفش پادشاهی هابسبورگ بود آندریان هدف‌های اصلی را تعیین کرد که موجب شروع جنگ جهانی اول شد.
بعد از جنگ وی در بورگ‌تئاتر در وین و جشنواره زالتسبورگ کار کرد. آثارش در سبک نمادگرایی و امپرسیونیسم هستند.

## آثار
- Der Garten der Erkenntnis. Erzählung. Schmidt-Dengler, Graz 1895.
- Gedichte. De Zilverdistel, Haarlem 1913.
- Das Fest der Jugend. Des Gartens der Erkenntnis erster Teil und die Jugendgedichte. Fischer, Berlin 1919.
- Die Ständeordnung des Alls. Rationales Weltbild eines katholischen Dichters. Kösel & Pustet, München 1930.
- Österreich im Prisma der Idee. Katechismus der Führenden. Schmidt-Dengler, Graz 1937.
- Das Fest der Jugend. Die Jugendgedichte und ein Sonett. Schmidt-Dengler, Graz 1948.
- Leopold Andrian und die Blätter für die Kunst. Gedichte, Briefwechsel mit Stefan George und anderes. Mit einer Einleitung hrsg. von Walter H. Perl. Hauswedell, Hamburg 1960.
- Frühe Gedichte. Walter H. Perl (ed). Hauswedell, Hamburg 1972.
- Fragmente aus "Erwin und Elmire". Joëlle Stoupy (ed). Castrum-Peregrini, Amsterdam 1993.
- Der Garten der Erkenntnis und andere Dichtungen. Dieter Sudhoff (ed). Igel, Oldenburg 2003, شابک ‎۳−۸۹۶۲۱−۱۵۸−۷.